# Astragalus abolinii
Astragalus abolinii är en ärtväxtart som beskrevs av Mikhail Grigoríevič Popov. Astragalus abolinii ingår i släktet vedlar, och familjen ärtväxter. Inga underarter finns listade i Catalogue of Life.